# Leucochrysa horni
Leucochrysa horni är en insektsart som först beskrevs av Navás 1932.  Leucochrysa horni ingår i släktet Leucochrysa och familjen guldögonsländor. Inga underarter finns listade i Catalogue of Life.